# Ian Fowles
Ian Fowles (...) è un musicista, chitarrista e bassista statunitense, ex-membro originale dei Death by Stereo.
Dopo aver suonato brevemente con Sense Field e Further Seems Forever, è attualmente il bassista di Hunter Revenge. Con lo pseudonimo di Eagle "Bones" Falconhawk, suona inoltre la chitarra negli Aquabats ed è stato il chitarrista turnista di Gerard Way dei My Chemical Romance durante il tour del suo primo album solista Hesitant Alien, nel quale ha anche registrato anche tutte le parti di chitarra.

## Carriera
Ispirato da Marty McFly dei film Ritorno al futuro, Ian ha iniziato a suonare la chitarra da giovanissimo. È comparso per le prime volte sul palco con diverse band punk della scena californiana, in particolare della zona di Orange County.
È stato uno dei fondatori dei Death by Stereo, ma ha presto lasciato la band per partecipare ad una missione della durata di due anni con la Chiesa di Gesù Cristo dei santi degli ultimi giorni, di cui è sempre stato membro.
Nel 2014 ha partecipato alla registrazione del primo album da solista di Gerard Way.